# 4-氯异丙苯
4-氯异丙苯是一种有机氯化合物，化学式为C9H11Cl。它可由异丙苯和氯气在乙酸中，或和次氯酸叔丁酯在沸石存在下于乙腈中反应制得，该反应会产生少量的2-氯异丙苯。在氯化亚铁催化下，它可以被过氧化氢氧化为4'-氯苯乙酮。